# Вја Грегорчиц (Горица)
Вја Грегорчиц је насеље у Италији у округу Горица, региону Фурланија-Јулијска крајина.
Према процени из 2011. у насељу је живело 12 становника. Насеље се налази на надморској висини од 52 м.